# Свято-Введенський храм (Водянське)
Свято Введенський храм- храм Горлівської Єпархіаї Української православної церкви в селищі Водянському по вулиці Покровської, 34

## Історія
Історія громади почалася в 1943 році на хуторі Чернігівка, під час окупації села німцями. Зібралися місцеві віруючі і вирішили обійти хутір з іконою Божої Матері щоб врятувати його від руйнування. Вони взяли ікону Божой Матері обійшли весь хутір в різних його частинах зупинялися і молилися.

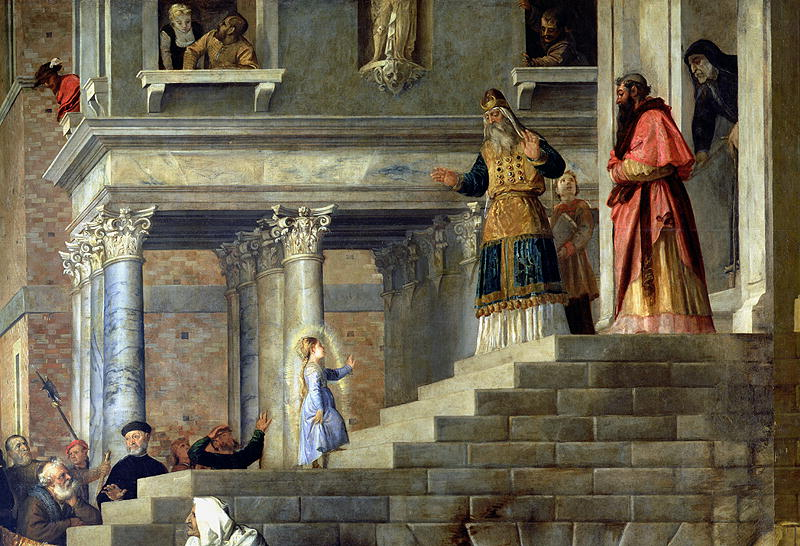
«Введення в храм Пресвятої Богородиці».

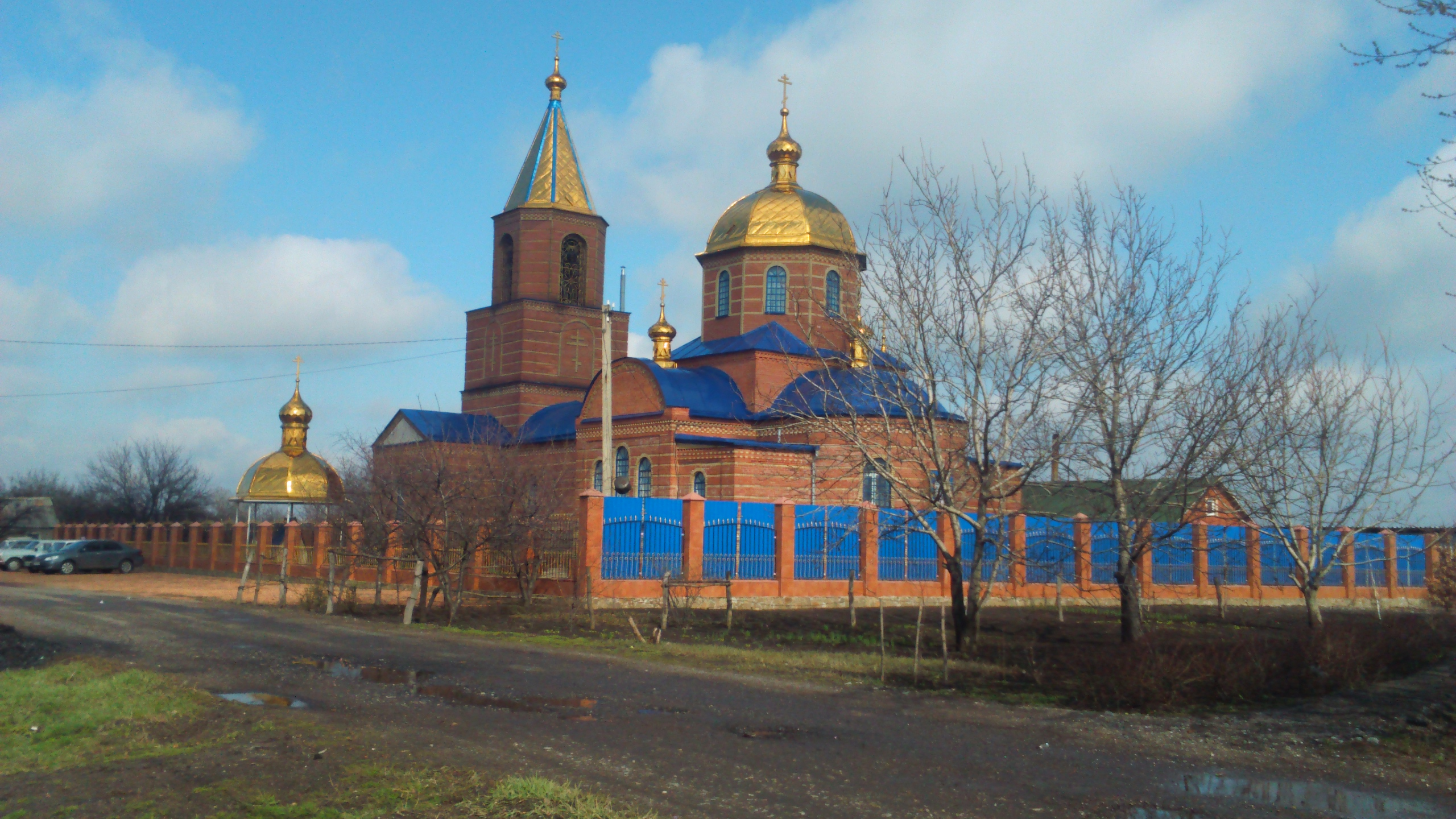

Під час визволення села не один житель не постраждав а згоріли лише дві хати.
Після звільнення хутора віруючих вирішили віддячити Божу Матір і в перший найближче свято помолилися і влаштували обід це було свято «Введення в храм Пресвятої Богородиці». Після цього влаштували молитовний будинок де молилися хуторяни протягом року.
А після цього замовляли подячному молебні в цей празник в найближчому храмі в Караково.
У 90 роках під час чергового подячного молебню настоятель Храму Різдва Пресвятої Богородиці отець Микола запитав на честь чого служили молебні, після того як йому розповіли в честь чого він порадив в селищі відкрити храм.
Реєстрація громади затягувалася і старості довелося їхати в Москву для вирішення цього питання. Після цього була зареєстрована громада і придбали будинок для служіння старостою вибрали Володимира Тимощука.
Заклали фундамент нового храму але не могли знайти батюшку два рази їздили в Луганськ до митрополита. Але питання про призначення панотця вирішувалося. Потім рекомендували старосту з селища Новоекономічне і його висвятили це був Василь (Турбін).
Храм було збудовано через 15 років після закладки фундаменту, на околиці селища Водянське в кілометрі від Чернігівки.
13 червня 2009 відбулося освячення Свято-Введенського храму, розташованого в селищі Водянське Добропільського округу Горлівської єпархії. Чин освячення та першу літургію в цьому храмі очолив Високопреосвященніший Іларіон, митрополит Донецький і Маріупольський, у співслужінні Преосвященного Митрофана, єпископа Горлівського і Слов'янського, а також духовенства Горлівської єпархії. На богослужінні були присутні мер міста Добропілля Віктор Дерипаска і голова райради Микола Гапич, керівники промислових підприємств Донецької області.

## Фото історія
- Как строили Свято-Введенский храм [Архівовано 15 березня 2018 у Wayback Machine.]

## Настоятелі
- Василь (Турбін). 1991—2014.
- Павло Криворучко 2014-[3]